# Tormenta tropical Odile (2008)
La Tormenta tropical Odile fue un ciclón tropical que bordeó el litoral del sureste, sur y sursudoeste de las costas de México a mediados de la segunda semana de octubre de 2008. Odile fue el decimosexto ciclón tropical que se formó en la temporada de huracanes del Pacífico de 2008. Se originó a partir de un área de baja presión cerca de Nicaragua, que había permanecido cerca del área casi una semana. Se convirtió en la depresión tropical Dieciséis-E la tarde el 8 de octubre, y en tormenta tropical en las primeras horas del día 9, tomando el nombre de Odile desde la última vez que se usó en la temporada de 1990, cuando lo recibió un intenso huracán categoría 4.

## Historia del ciclón tropical

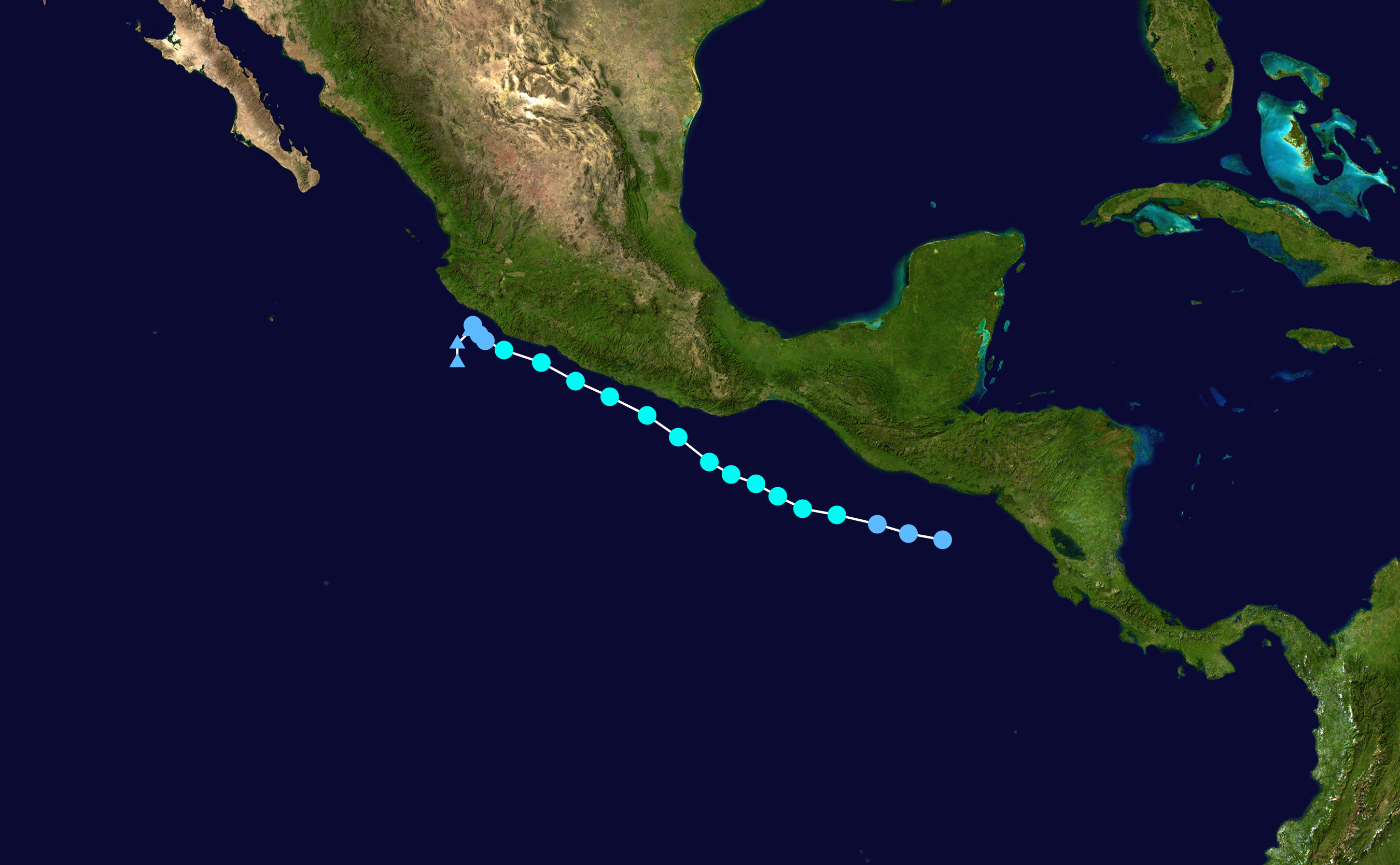
Trayectoria de la tormenta tropical Odile.

A principios de octubre, una onda tropical se formó cerca de Nicaragua. Con un movimiento casi estacionario hasta el 6 de octubre, la onda vertió intensas lluvias en el área. El 8 de octubre, la onda ganó mayor intensidad cuando el Centro Nacional de Huracanes aumentó las probabilidades de desarrollo del sistema. Entonces, más tarde ese día, la onda se desarrolló en la Depresión Tropical Dieciséis-E, el décimo sexto ciclón tropical de la temporada. Durante la mañana del 9 de octubre, se convirtió en tormenta tropical adoptando el nombre de Odile, mientras se localizaba hacia el sudeste de Guatemala. Odile lentamente se reforzó con el paso de los días. La noche del 10 de octubre, Odile hizo el acercamiento más próximo a tierra al localizarse a 80 kilómetros de las costas mexicanas. Posteriormente, un avión investigó Odile cuando ésta alcanzó su punto máximo como una tormenta tropical de 100 km/h. Con el paso de los días siguientes, Odile fue desplazándose muy cerca del litoral de la costa sur y sur–suroeste de México, lo que lentamente provocó que la tormenta se debilitara y finalmente se disipara el 12 de octubre, el mismo día en que el Huracán Norbert se disipó.

## Preparativos

### México

#### Chiapas
El 8 de octubre, el Sistema Estatal de Protección Civil decretó Alerta Azul para los 118 municipios del estado ante la cercanía y trayectoria de la depresión tropical Dieciséis-E. Como consecuencia, fueron cerradas a la navegación embarcaciones mayores y menores en todo territorio de la costa del estado al registrarse fuertes vientos de 35 km/h y olas de hasta tres metros de altura. Hasta el 10 de octubre, un aproximado de 3 mil embarcaciones tiburoneras así como un medio centenar de barcos camaroneras permanecían varados en Puerto Chiapas como medida de precaución.

#### Oaxaca
Las regiones Costa, Istmo y la Cuenca del Papaloapan se mantuvieron en alerta ante las posibles precipitaciones que podría generar Odile. Por su parte, el delegado de Protección Civil en la región del Istmo de Tehuantepec, Jesús González Pérez, dio a conocer que se han instalado cuatro albergues en la zona. Posteriormente, el jefe de Planeación de UEPC, Luis Zárate, afirmó que se habían habilitado ya 900 albergues en todo el territorio estatal mientras 46 municipios permanecían en alerta por los lluvias que podrían generarse.

#### Guerrero
Ante la cercanía de Odile a costas del estado de Guerrero, el 9 de octubre fueron cerrados a la navegación los puertos de Acapulco y Zihuatanejo.
En Acapulco, el Consejo de Protección Civil del Municipio, instalado en sesión permanente, decidió suspender las clases en todos los niveles académicos para el día 10 de octubre. Por su parte, el gobierno del estado informó que se tenían listos a 232 policías para prestar auxilio a la ciudadanía distribuidos en tres diferentes cuarteles del municipio Puerto Marqués, C4 y San Isidro. También fueron alertadas todas las unidades de la Cruz Roja Mexicana en la franja costera.

#### Michoacán
El 11 de octubre, el Sistema Nacional de Protección Civil decretó alerta amarilla para el estado de Michoacán. Por su parte, el Comité de Protección Civil en el área se declaró también en alerta ante la proximidad del meteoro en territorio de la entidad y anunció el establecimiento de albergues en centros escolares en los municipios de Lázaro Cárdenas y en las localidades de Playa Azul y Guacamayas. Más tarde, fue cerrado a navegaciones menores el puerto de Lázaro Cárdenas.
Pasado el mediodía, la Unidad Estatal de Protección Civil de Michoacán se declaró en alerta máxima ante la cercanía de la tormenta tropical Odile a la costa del estado. Como consiguiente, se cerró a la navegación total el puerto de Lázaro Cárdenas luego de que el oleaje se elevara y generara olas de hasta cuatro metros. Además se han desplegado elementos del Ejército Mexicano y la Armada de México en dicho municipio para atender alguna contingencia suscitada y se habilitaron dos albergues con una capacidad de 300 personas.

## Impacto

### Honduras

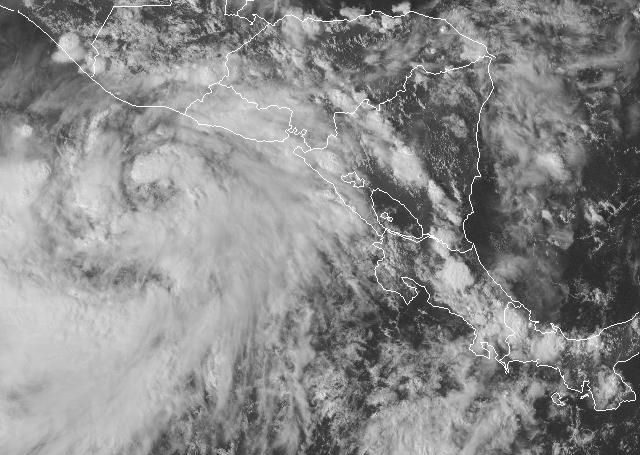
La Depresión tropical Dieciséis-E el 8 de octubre.

La Comisión Permanente de Contingencias (Copeco) en Honduras dio a conocer que debido a las fuertes precipitaciones provocadas por Odile como depresión tropical el 8 de octubre cerca de territorio nacional, unas 5 mil familias quedaron aisladas en comunidades del departamento de Valle a causa del desbordamiento del río Goascorán.

### México

#### Chiapas
A consecuencia de las fuertes lluvias generadas por el paso de la tormenta tropical Odile cerca de la costa del estado, 40 casas y una escuela telesecundaria resultaron con daños materiales en la localidad de Nuevo León en el municipio de Teopisca, asimismo se registraron derrumbes que incomunicaron el acceso a dicha población. De igual manera, la comunidad de Los Llanitos también resultó con afectaciones.
Fue reportada una persona lesionada en la entidad, con una posible fractura en una de sus piernas.

#### Oaxaca
La cercanía de Odile provocó alto oleaje en la costa de Oaxaca, siendo registradas olas de hasta cuatro metros de altura. También se registraron siete derrumbes en la carretera que va a Santa María Chimalapa bloqueando el tránsito vehicular a causa de las fuertes lluvias generadas por Odile.

#### Guerrero
La fuertes lluvias e intensos vientos suscitados la noche del 10 de octubre y madrugada del día 11 en el municipio de Acapulco y sus alrededores a causa de Odile, provocaron que dos viviendas se colapsaran al caer sobre ellas un muro y diez se quedaran sin techo, ocho de ellas fueron reportadas en la población de Kilómetro Treinta y otras dos en la colonia 20 de noviembre. Un total de 100 familias resultaron con afectaciones en la Colonia Libertadores al desbordarse un canal pluvial en la zona. Las colonias Nueva Jerusalén, Jardín Azteca y Progreso registraron derrumbes y las poblaciones de Plan de Ayutla y Garrapatas también resultaron afectadas. Las fuertes lluvias también dañaron estructuras de suministro de la Comisión de Agua Potable y Alcantarillado del Municipio de Acapulco (CAPAMA) provocando la suspensión del servicio del vital líquido en aproximadamente 50 colonias del área suburbana de Acapulco. Las lluvias también provocaron el aumento gradual de agua del río Papagayo afectando el suministro de electricidad en el municipio y daños en los equipos de bombeo Papagayo I y II. Además, fueron reportados 16 árboles derribados, inundaciones en partes bajas, así como arrastres de tierra y lodo en las principales arterias y bulevares del puerto.
En el municipio de Coyuca de Benítez, las fuertes lluvias propiciaron que las crecidas de los ríos aumentaran la zona de apertura de la barra de la Laguna de Coyuca creciendo en sus orillas el nivel de ésta e inundando los comercios establecidos de manera irregular en su borde.

#### Michoacán
El paso de la Tormenta tropical Odile por el litoral michoacano la tarde del 11 de octubre, propició que los fuertes vientos derrumbaran por lo menos treinta árboles y cinco postes de energía eléctrica en Lázaro Cárdenas, afectando el suministro de electricidad gran parte de la ciudad por varios minutos.